# Fabien (pape)
Pour les articles homonymes, voir Fabien.
Fabien est évêque de Rome du 10 janvier 236 au 20 janvier 250, et le 20e pape de l'Église catholique. Il est déclaré saint et martyr par l'Église catholique romaine, et il est commémoré le 20 janvier selon le Martyrologe romain.

## Histoire
Selon la tradition de l'Église, Fabien, simple laïc, se trouvait à Rome et parmi les fidèles au moment d'élire un successeur au pape Antère. Quand une colombe vint se poser sur la tête de Fabien, l'assemblée hésitante s'écria : « Il est digne ! ». Il fut choisi et installé le 10 janvier 236.
Cette élection spontanée inaugure un pontificat de 14 ans qui va laisser de profondes marques dans l'Église du IIIe siècle. Les querelles politiques entre les éphémères successeurs de l'empereur romain Maximin Ier le Thrace éloignent pour un certain temps les persécutions des chrétiens. Ce répit permet à Fabien de remettre de l'ordre dans l'Église romaine perturbée par de nombreuses années de conflits doctrinaux et par le schisme d'Hippolyte de Rome.
Profitant d'une paix relative, il révèle de grandes qualités d'administrateur. Il nomme sept diacres à la tête de districts ecclésiastiques créés à Rome, chacun regroupant deux des anciennes régions de l'administration romaine — au XVIe siècle, on verra là la naissance du titre de cardinal-diacre.
Fabien veille également avec attention au bon entretien des catacombes où il fait enterrer l'un de ses prédécesseurs, Pontien, et l'adversaire de celui-ci, Hippolyte de Rome. Il protège le futur schismatique Novatien, qu'il baptise et ordonne prêtre contre l'avis de son clergé. Il poursuit avec énergie les clercs coupables de diverses fautes, en particulier Privat, un évêque africain. La rédaction des Actes des martyrs, entamée sous Antère, se poursuit sous son pontificat. Fabien est considéré comme l'apôtre des Gaules, où il envoie sept évêques missionnaires.
Dans la chrétienté son prestige déborde largement la ville de Rome. C'est vers lui que se tourne par exemple Origène, alors en conflit avec Démétrius d'Alexandrie, l'évêque d'Alexandrie, pour se justifier.
À la fin de 249, le nouvel empereur romain Dèce institue une politique moins tolérante envers les manquements à la loyauté envers Rome. Il exige de chaque famille des témoignages et des offrandes aux divinités en échange du libellus, sorte de certificat qui atteste son statut d'adepte des anciens cultes de l'État et donc de son appartenance et de son soutien à Rome. Cela est inacceptable pour la majorité des chrétiens de succomber au culte des idoles, même si tous ne réagissent pas de la même façon. 
Le pape Fabien est l'une des premières victimes de Dèce en mourant en martyr le 20 janvier 250, peut-être exécuté, ou plus probablement laissé dans le dénuement et la faim à la prison Mamertine. Des chrétiens réussissent à l'inhumer dans la crypte des Papes de la catacombe de Saint-Calixte où son épitaphe sera retrouvée en 1850.
Les Fausses décrétales lui attribuent plusieurs textes, notamment une seconde lettre à tous les évêques orientaux (Epistola II ad omnes orientales episcopos) portant sur la consécration annuelle du Saint Chrême le Jeudi saint.